# Union Internationale de Pentathlon Moderne
Union Internationale de Pentathlon Moderne (franska: Union Internationale de Pentathlon Moderne) bildades 1948 och är det internationella förbundet för modern femkamp. Tidigare hade modern femkamp administrerats direkt under IOK. Åren 1953-1993 fanns även skidskyttet bland förbundets verksamhet.

## Ordförande
- Tor Wibom, Sverige (1948-1949)
- Gustaf Dyrssen, Sverige (1949-1960)
- Sven Thofelt, Sverige (1960-1988)
- Igor Novikov, Ryssland/Sovjet (1988-1992)
- Klaus Schormann, Tyskland (1992–)

## Medlemmar
- Afrika
  -  Algeriet
  -  Benin
  -  Burkina Faso
  -  Burundi
  -  Elfenbenskusten
  -  Egypten
  -  Gambia
  -  Ghana
  -  Kamerun
  -  Kenya
  -  Madagaskar
  -  Malawi
  -  Mali
  -  Mauritius
  -  Marocko
  -  Namibia
  -  Niger
  -  Nigeria
  -  Senegal
  -  Sierra Leone
  -  Sudan
  -  Swaziland
  -  Sydafrika
  -  Sydsudan
  -  Tchad
  -  Togo
  -  Tunisien
  -  Uganda
- Asien
  -  Afghanistan
  -  Bahrain
  -  Bangladesh
  -  Filippinerna
  -  Hongkong
  -  Kina
  -  Kinesiska Taipei
  -  Indien
  -  Indonesien
  -  Irak
  -  Iran
  -  Japan
  -  Kazakstan
  -  Kuwait
  -  Kirgizistan
  -  Libanon
  -  Malaysia
  -  Mongoliet
  -  Nepal
  -  Nordkorea
  -  Pakistan
  -  Palestina
  -  Qatar
  -  Singapore
  -  Sri Lanka
  -  Sydkorea
  -  Syrien
  -  Tadzjikistan
  -  Thailand
  -  Turkmenistan
  -  Uzbekistan
  -  Östtimor
- Europa
  -  Armenien
  -  Azerbajdzjan
  -  Belgien
  -  Bulgarien
  -  Cypern
  -  Danmark
  -  Estland
  -  Finland
  -  Frankrike
  -  Georgien
  -  Grekland
  -  Irland
  -  Israel
  -  Italien
  -  Kosovo
  -  Kroatien
  -  Lettland
  -  Litauen
  -  Moldavien
  -  Monaco
  -  Nederländerna
  -  Polen
  -  Portugal
  -  Rumänien
  -  Ryssland
  -  Schweiz
  -  Serbien
  -  Slovakien
  -  Spanien
  -  Storbritannien
  -  Sverige
  -  Tjeckien
  -  Turkiet
  -  Tyskland
  -  Ukraina
  -  Ungern
  -  Vitryssland
  -  Österrike
- Nord- och Centralamerika samt Karibien
  -  Bermuda
  -  Costa Rica
  -  Dominikanska republiken
  -  El Salvador
  -  Guatemala
  -  Haiti
  -  Jamaica
  -  Kanada
  -  Kuba
  -  Mexiko
  -  Puerto Rico
  -  USA
- Oceanien
  -  Australien
  -  Guam
  -  Nya Zeeland
- Sydamerika
  -  Argentina
  -  Bolivia
  -  Brasilien
  -  Chile
  -  Colombia
  -  Ecuador
  -  Panama
  -  Paraguay
  -  Peru
  -  Uruguay
  -  Venezuela

### Fotnoter
1. ↑  ”The 11th Annual IBU Congress Opens” (på engelska). Biathlonworld. 4 september 2014. Arkiverad från originalet den 13 mars 2016. https://web.archive.org/web/20160313201912/http://www3.biathlonworld.com/en/press_releases.html/do/detail?presse=2267. Läst 13 mars 2016.